# فلدن آن در پگنیتس
شهر فلدرن آن در پگنیتس (به آلمانی: Velden an der Pegnitz) در ایالت بایرن در کشور آلمان واقع شده‌است.